# 上海法国外籍人员子女学校
上海法国外籍人员子女學校 是一所位于中国上海市的私立国际学校，該學校分別在青浦区以及杨浦区（2019年開設）開設校区，並曾經在浦东新区（2008年）開設校區。該校的学生年龄為2岁至18岁，學生必須具有外國國籍或是至少父母雙方至少一方持有外國國籍，也包含持國外出生證明的中國國籍學生。學校受法国海外教育署管轄，上海法国学校頒發的學歷受法國教育部門承認，學校的課程依據法國教學大綱編寫。該學校成立於1995年。
上海法國學校實行多語言教學，學校課程得到法國教育部認證，覆蓋從幼兒園到高中的所有年級。
上海法國學校的兩個校區擁有來自40多個國家的1360多名學生。

## 申請入學條件
學生父母至少有一方以合法理由居住在中國，併符合以下兩個條件之一：
學生不限國籍，但其父母需至少有一人為非中國國籍。
學生（無論是外國籍還是中國籍）在國外出生，其父母是中國人。
如果不符合上述任一條件，則需向上海市教委提出申請，審核通過後方可進入我校學習。
上海法國外籍人員子女學校招收父母常居上海的學生。學生父母需嚮中國行政機構申請居住證及工作許可證，併嚮我們提供以下這些文件：每位家庭成員的護照影印件（如持外國護照，還需提供簽證頁/旅行證影印件）；父母一方的工作證明，併附上雇傭企業的營業執照。

## 上海法國學校的課程
上海法國學校提供法國教育部批准的法國當地課程，同時也開設了歐洲系，美國系，和中文系課程。
上海法國學校實行三語教學，法語，英語和漢語。語言學習融入多種課程項目中，根據每一位學生的需求（中國國際班以及美國國際班）進行調整。本校還為不講法語的學生開設了法語集中課程（FLSco）。

## FLSco項目（零基礎法語提升課程）
FLSco項目（零基礎法語提升課程）專為零基礎法語及法語水准較低的學生設立，由專業法語教師進行法語強化培訓。該項目從幼稚園小班起即可參加。課程時長2年，旨在使學生盡快完全融入法語教學體系。
FLSco 項目把孩子分成2-6人小組，讓他們通過特定的課程掌握必要的語言基礎和詞匯，從而更好地融入法国的教育系統。

## 文體活動
文體活動（ASC） （页面存档备份，存于）是上海法國外籍人員子女學校為學生開設的文體部門。
從幼稚園大班到高中三年級，學校提供超過50項文體活動，每項活動均由經驗豐富的教練負責指導和監督，使用語言包括英語、法語和/或中文。活動主要分為兩類：文娛休閑類和體育競賽類。
根據意願及興趣，本校學生可以註冊一項或多項文體活動。